# Karolinenkoog
Karolinenkoog là một đô thị thuộc huyện Dithmarschen, trong bang Schleswig-Holstein, nước Đức. Đô thị Karolinenkoog có diện tích 17,55 km², dân số thời điểm 31 tháng 12 năm 2006 là 138 người.